# A Century Ends
A Century Ends – tytuł debiutanckiego albumu studyjnego Davida Graya, wydanego w kwietniu 1993 roku. Single pochodzące z tego krążka to: "Birds Without Wings", "Shine" oraz "Wisdom".
Po sukcesie czwartego albumu Graya White Ladder, który wzbudził zainteresowanie jego wcześniejszą twórczością, wydawnictwo A Century Ends zostało wznowione 2 lipca 2001.

## Lista utworów
Wszystkie utwory na płycie napisał i skomponował David Gray.
| 1.  | "Shine" – 4:33               |  |
|     |                              |  |
| 2.  | "A Century Ends" – 5:08      |  |
|     |                              |  |
| 3.  | "Debauchery" – 3:27          |  |
|     |                              |  |
| 4.  | Let the Truth Sting" – 5:30  |  |
|     |                              |  |
| 5.  | "Gathering Dust" – 6:43      |  |
|     |                              |  |
| 6.  | "Wisdom" – 4:15              |  |
|     |                              |  |
| 7.  | "Lead Me Upstairs" – 4:54    |  |
|     |                              |  |
| 8.  | Living Room" – 3:44          |  |
|     |                              |  |
| 9.  | "Birds Without Wings" – 4:50 |  |
|     |                              |  |
| 10. | "It's All Over" – 6:50       |  |
|     |                              |  |

## Twórcy
- David Gray – śpiew, gitara
- Neil MacColl – gitara, mandolina, śpiew
- Dave Anderson – pianino, Wurlitzer, organ
- Mark Smith – gitara basowa
- Steve Sidelnyk – perkusja, bębny
- Mike Smith – saksofon